# A bukás – Hitler utolsó napjai
A bukás – Hitler utolsó napjai (németül: Der Untergang) 2004-es német-olasz-osztrák filmdráma Oliver Hirschbiegel rendezésében, mely Adolf Hitler életének utolsó tizenkét napját mutatja be a Führerbunkerben, miközben a Harmadik Birodalom 1945-ben porrá hull. A film producere Bernd Eichinger. A film alapjául a Der Untergang. Hitler und das Ende des Dritten Reiches és a Bis zur letzten Stunde – Hitlers Sekretärin erzählt ihr Leben című regények szolgáltak.

## Történet
A második világháború utolsó napjai ezek, a Vörös Hadsereg Berlin felé tart. Az amerikai csapatok a német ellenállás utolsó gócpontjait számolják fel. Adolf Hitler utolsó születésnapját ünnepli a föld alatti sötét bunkerében, elzárva a világ elől. A folyamatos bombázások állandó rettegésben és életveszélyben tartják a város elkeseredett lakosságát.
Miközben az utcákon kétségbeesés tombol, Hitler a Harmadik Birodalom teljes pusztulását a bunker falai között éli át. Jóllehet Berlint már lehetetlen tartani, a Führer tiltakozik a búvóhely elhagyása ellen - Albert Speer építészhez hasonlóan "a színpadon akar lenni, amikor legördül a függöny". Már csak néhány órája maradt, mielőtt közös öngyilkosságuk előtt feleségül veszi Eva Braunt. A vég elkerülhetetlenül közeleg, Hitler mindent az utolsó részletig kidolgoz: miután ő és szeretője meghalt, holttestüket a birodalmi kancellária udvarában fogják elégetni, nehogy a tetemük ellenséges kézre jusson.
Az oroszok feltétel nélküli megadást követelnek, ezért hűséges hívei közül, vezetőjük példáját követve, többen is az önkéntes halált választják a rájuk váró kínkeserves meghurcoltatás helyett. A magát szintén a bunkerben meghúzó Magda Goebbels megmérgezi hat gyermekét, majd férjével együtt véget vet életének. Röviddel ezután Hitler személyi titkárnőjének, a végsőkig kitartó Traudl Jungénak és még néhányaknak az utolsó pillanatban sikerül kimenekülnie a bunkerből, és átjutnak az oroszok ostromgyűrűjén.

## Szereposztás
| Szerep                                                 | Színész                  | Magyar hangja (1. szinkron, 2005) |
| ------------------------------------------------------ | ------------------------ | --------------------------------- |
| Adolf Hitler vezér és kancellár                        | Bruno Ganz               | Végvári Tamás                     |
| Traudl Junge, Hitler titkárnője                        | Alexandra Maria Lara     | Majsai-Nyilas Tünde               |
| Dr. Joseph Goebbels propagandaminiszter                | Ulrich Matthes           | Trokán Péter                      |
| Magda Goebbels, a felesége                             | Corinna Harfouch         | Andresz Kati                      |
| Eva Braun, Hitler szeretője, majd felesége             | Juliane Köhler           | Antal Olga                        |
| Albert Speer építész                                   | Heino Ferch              | Rosta Sándor                      |
| Dr. Ernst Günther Schenck orvos, alezredes             | Christian Berkel         | Jakab Csaba                       |
| Dr. Werner Haase orvos                                 | Matthias Habich          | Dobránszky Zoltán                 |
| Hermann Fegelein SS-altábornagy                        | Thomas Kretschmann       | Fazekas István                    |
| Helmuth Weidling tüzér altábornagy                     | Michael Mendl            | Izsóf Vilmos                      |
| Wilhelm Mohnke SS-vezérőrnagy, dandártábornok          | André Hennicke           | Katona Zoltán                     |
| Heinrich Himmler SS birodalmi vezető                   | Ulrich Noethen           | Cs. Németh Lajos                  |
| Gerda Christian, Hitler titkárnője                     | Birgit Minichmayr        | Orosz Anna                        |
| Hans Krebs gyalogsági tábornok, vezérkari főnök        | Rolf Kanies              | Wohlmuth István                   |
| Wilhelm Burgdorf gyalogsági tábornok, főszárnysegéd    | Justus von Dohnányi      | Hajdu István                      |
| Wilhelm Keitel vezértábornagy                          | Dieter Mann              | Áron László                       |
| Alfred Jodl vezérezredes, a Wehrmacht vezérkari főnöke | Christian Redl           | Uri István                        |
| Otto Günsche SS-Hauptsturmführer, Hitler adjutánsa     | Götz Otto                | Faragó András                     |
| Heinz Linge SS-Obersturmbannführer, Hitler komornyikja | Thomas Limpinsel         | Németh Gábor                      |
| Martin Bormann miniszter, NSDAP kancelláriavezető      | Thomas Thieme            | Szalai Imre                       |
| Walter Hewel, NSDAP-funkcionárius                      | Gerald Alexander Held    | Varga T. József                   |
| Robert Ritter von Greim repülőtiszt, tábornagy         | Dietrich Hollinderbäumer | Forgács Gábor                     |
| Dr. Ludwig Stumpfegger, Hitler személyi orvosa         | Thorsten Krohn           | Kapácsy Miklós                    |

## Paródiák
A YouTube-on és más videomegosztó oldalakon nagy számú paródia jelent meg a filmnek arról a részéről, amelyikben Hitler rájön, hogy a háborút elvesztette. Ezek a paródiák megtartják az eredeti német hangot, de a feliratokat különböző témáknak megfelelően változtatták: sport, szórakozás, aktuálpolitikai témák, közlekedés, zene, sőt, egyes paródiákban Hitler maguknak a paródiáknak a létezésén dühödik fel. Sok esetben Hitler különböző képekre, videókra reagál, esetleg egy videojátékkal játszik, főleg horrorjátékokkal. Előfordul más humoros tartalom is, például amikor Hitlert bezárják a fürdőszobájába. Magyar vonatkozásban az Orbán Viktorral kapcsolatos videók a legismertebbek.
A film rendezője, Oliver Hirschbiegel a New York magazinnak azt nyilatkozta, hogy nem lát kivetnivalót ezekben a paródiákban, hiszen a film célja az volt, hogy a film szereplőit lelökje a trónjukról és mindennapi alakként mutassa be őket. Így paródiát készíteni belőlük, vagy bármi mást tenni, amit az emberek szeretnének, nem helytelen. A filmet kiadó Constantin Film ennek ellenére több paródia törlését kérte a YouTube-ról.
2010 októbere óta a YouTube már nem törli le ezeket a videókat, sőt, egyes videókra reklámot is helyez. Corynne McSherry szellemitulajdon-specialista szerint ezek a videók a Fair Use esetébe tartoznak, így nem sértenek szerzői jogokat és nem kell őket eltávolítani. 2011-ig több ezer ilyen paródia került fel videómegosztó oldalakra. Egyszer a Cleveland Show egyik epizódjában is helyet kapott egy paródia.

## Díjak, jelölések
- Oscar-díj (2005)
  - jelölés: legjobb idegen nyelvű film
- Bavarian Film Awards (2005)
  - díj: legjobb színész – Bruno Ganz
  - díj: legjobb produkció – Bernd Eichinger
  - díj: Közönség-díj – Oliver Hirschbiegel
- British Independent Film Awards (2005)
  - díj: legjobb külföldi film
- Kansas-i Filmkritikusok Körének díja (2006)
  - díj: legjobb külföldi film
- Santa Barbara-i Filmfesztivál (2006)
  - díj: zsűri különdíja (legjobb színészi alakítás – nemzetközi filmben) – Bruno Ganz
- Londoni Kritikusok Körének Filmes díja (2006)
  - díj: az év színésze – Bruno Ganz
  - díj: az év külföldi filmje
  - jelölés: az év forgatókönyvírója – Bernd Eichinger